# Alessandro Rizza
Alessandro Rizza (Siracusa, 26 febbraio 1817 – Siracusa, 9 settembre 1866) è stato un patriota e naturalista italiano.

## Biografia
Fonda nel 1843 a Siracusa il Gabinetto di Storia Letteraria, luogo di formazione per i giovani che diventerà spazio di cospirazione contro la monarchia borbonica, e che fa da contraltare alla biblioteca dei Gesuiti come centro culturale laico della città.
L'attività di naturalista porta Rizza ad intervenire al VII congresso degli scienziati di Napoli (1845) con i lavori Sui fossili viventi e Sui testacei estramarini di Luigi Benoit. Pubblica, tra gli altri, i saggi Descrizione di alcuni crostacei nuovi del golfo di Catania (1839) e Sulla mosca del frumento Chlorops Infestans, e raccoglie una vasta collezione ornitologica.
Si occupa inoltre di progettare l'incanalamento del Cassibile, del Ciane e dell'Anapo.

## Pubblicazioni
- Descrizione di alcuni crostacei nuovi del golfo di Catania. P. Giuntini, 1839.
- Sulla mosca del frumento Chlorops Infestans, tip. A. Pulejo, 1859.
- Timori e speranze su di una quistione del giorno: poche parole, Stamp. del milite nazionale, 1860.